# McClintock Storage Warehouse
McClintock Storage Warehouse  es una estructura histórica ubicada en San Diego, California.  McClintock Storage Warehouse se encuentra inscrito  en el Registro Nacional de Lugares Históricos desde el 03 de octubre de 1980.

## Ubicación
McClintock Storage Warehouse se encuentra dentro del condado de San Diego en las coordenadas 32°43′05″N 117°10′07″O / 32.718056, -117.168611.